# H.E.L.P.
H.E.L.P. é uma série de televisão de 1990 veiculada no canal estadunidense ABC. Tinha a direção de E.W. Swackhamer e contava ainda com um elenco com nomes como Wesley Snipes, John Mahoney, Torn Breznahan, Lande Edwards e Christina Ricci.

## Enredo
O pessoal de salvamento especial do SOS Nova York está às voltas com louco que está espalhando poderosíssimas bombas pela cidade. Nesse episódio da série sobre o trabalho do grupo de elite do corpo de bombeiros de Nova York, chamado "Incêndio Abaixo", a trama assemelha-se à do terceiro episódio da série "Duro de Matar", com os mesmos elementos de ação e suspense, e um toque intimista dado pela narrativa em "off" do comandante da equipe. Wesley Snipes ("Crime na Casa Branca"), em início de carreira, já assume o tipo machão que o consagrou no cinema, e Christina Ricci ("Família Addams") tem uma participação especial, quando criança.

## Elenco
- John Mahoney como Chief Patrick Meacham
- Tom Bresnahan como Jimmy Ryan
- David Caruso como Off. Frank Sordoni
- Lance Edwards como Mike Pappas
- Kim Flowers como Suki Rodriguez
- Wesley Snipes como Off. Lou Barton
- Fionnula Flanagan como Kathlenn Meacham